# 西部方面後方支援隊
西部方面後方支援隊（せいぶほうめんこうほうしえんたい、JGSDF Western Army Logistic Support Troop）は、陸上自衛隊目達原駐屯地（佐賀県神埼郡吉野ヶ里町）に隊本部が駐屯する西部方面隊直轄の後方支援部隊である。なお、隊本部のある目達原駐屯地には九州補給処本処も駐屯している。

## 概要
隊長は、1等陸佐（一）が充てられ、西部方面隊直轄部隊の後方支援業務を任務とするほか、災害派遣や民生協力、国際貢献活動も行っている。
2003年（平成15年）3月に西部方面武器隊および西部方面輸送隊、第104不発弾処理隊を統合、西部方面総監直轄の諸部隊からも整備部門の一部が合流し、新編された。
本部中隊には、空中投下補給専門部隊である「投下支援小隊」を第1空挺団以外で唯一編成する。

## 沿革
- 2003年（平成15年）3月27日：西部方面隊の補給・整備機能を集約・統合して西部方面後方支援隊が目達原駐屯地において編成完結。
- 2010年（平成22年）3月26日：第103輸送業務隊を那覇駐屯地に新編。
- 2013年（平成25年）3月26日：部隊新編

1. 第304普通科直接支援中隊（第19普通科連隊を支援）を福岡駐屯地に新編。
2. 第302対舟艇対戦車直接支援隊（西部方面対舟艇対戦車隊を支援）を玖珠駐屯地に新編。

- 2015年（平成27年）3月26日：第302対舟艇対戦車直接支援隊が西部方面対舟艇対戦車隊の第8師団への平素隷属に伴い、第8後方支援連隊隷下に異動[2]。
- 2018年（平成30年）
  - 3月26日：部隊廃止

  1. 第301普通科直接支援隊（相浦駐屯地：西部方面普通科連隊を支援）を廃止。
  2. 第101特科直接支援隊第1特科直接支援小隊（湯布院駐屯地：西部方面特科隊第112特科大隊を支援）を廃止。
  3. 西部方面輸送隊隷下第103輸送業務隊（那覇駐屯地）を廃止し、陸上自衛隊中央輸送隊隷下の第5方面分遣隊に改組。

  - 3月27日：大規模な部隊改編を実施[2][3]。

  1. 第308普通科直接支援中隊（第24普通科連隊を支援）をえびの駐屯地に新編。
  2. 第301戦車直接支援中隊（西部方面戦車隊を支援）を玖珠駐屯地に新編。
  3. 第304特科直接支援中隊（西部方面特科連隊を支援）を北熊本駐屯地に新編。
  4. 第101弾薬大隊をコア部隊として大分分屯地に新編[4]。
  5. 西部方面混成団隷下の竹松車両教育隊を西部方面輸送隊隷下に編合。
- 2019年（平成31年）3月26日：部隊新・改編

1. 第105補給大隊をコア部隊として目達原駐屯地に新編[5][6]。
2. 第103弾薬大隊をコア部隊として目達原駐屯地に新編[5][6]。
3. 第304特科直接支援中隊（北熊本駐屯地）を第101特科直接支援隊隷下に編合し第1直接支援中隊（西部方面特科連隊を支援）に改編（西部方面特科隊改編への対応）。
4. 第101特科直接支援隊第1直接支援中隊第2直接支援小隊（西部方面特科連隊第2特科大隊を支援）を玖珠駐屯地に新編（第4後方支援連隊第2整備大隊特科直接支援中隊を改編（第4特科連隊廃止のため））。
5. 第101特科直接支援隊第1直接支援中隊第4直接支援小隊（西部方面特科連隊第4特科大隊を支援）を久留米駐屯地に新編（第4後方支援連隊第2整備大隊特科直接支援中隊を改編（第4特科連隊廃止のため））。
6. 第101特科直接支援隊隷下の直接支援中隊（健軍駐屯地）を第2直接支援中隊（第5地対艦ミサイル連隊を支援）に改編（西部方面特科隊改編への対応）。
7. 第101特科直接支援隊第3直接支援小隊（第301地対艦ミサイル中隊を支援）を瀬戸内分屯地において新編。
8. 第301戦車直接支援中隊の一部と第4後方支援連隊第2整備大隊偵察直接支援小隊が統合し、第4後方支援連隊第2整備大隊偵察戦闘直接支援隊（第4偵察戦闘大隊を支援）を新編。
9. 第102高射直接支援大隊第1直接支援中隊第1直接支援小隊（第344高射中隊を支援）が奄美駐屯地に移駐[7]。

- 2020年（令和02年）3月26日：部隊新編・移駐

1. 第101特科直接支援隊第4直接支援小隊（第302地対艦ミサイル中隊を支援）を宮古島駐屯地に新編。
2. 第102高射直接支援大隊第2直接支援中隊主力が竹松駐屯地から宮古島駐屯地へ移駐。

- 2022年（令和04年）3月17日：部隊新・改編[8]

1. 第102高射直接支援大隊第2直接支援中隊第2直接支援小隊（竹松駐屯地）を大隊直轄の直接支援隊（第102高射特科隊を支援）に改編。
2. 第102高射直接支援大隊第2直接支援中隊第3直接支援小隊（竹松駐屯地）を第2直接支援小隊（第348高射中隊を支援）に改編。
3. 第101特科直接支援隊第5直接支援小隊（第303地対艦ミサイル中隊を支援）を健軍駐屯地に新編。

- 2023年（令和05年）3月16日：部隊改編・移駐

1. 第102高射直接支援大隊第2直接支援中隊第2直接支援小隊が竹松駐屯地から、第101特科直接支援隊第5直接支援小隊が健軍駐屯地から石垣駐屯地に移駐。
2. 第101特科直接支援隊第2直接支援小隊（湯布院駐屯地：第132特科大隊を支援）を廃止。
3. 第101特科直接支援隊第6直接支援小隊（第304地対艦ミサイル中隊を支援）を健軍駐屯地に新編。

- 2024年（令和06年）3月21日：部隊改編・移駐（西部方面特科隊の第2特科団への改組に伴う）

1. 第101特科直接支援隊（湯布院駐屯地）を第102特科直接支援大隊に増強改編[9]。
2. 第101特科直接支援隊第3～6直接支援小隊（第301～第304地対艦ミサイル中隊を支援）等を編入・改編し、第102特科直接支援大隊第3直接支援中隊（第7地対艦ミサイル連隊を支援）を勝連分屯地に新編。

- 2025年（令和07年）3月24日：第102特科直接支援大隊第4直接支援中隊（第8地対艦ミサイル連隊を支援）を湯布院駐屯地に新編。

## 部隊編成
特筆ない場合、目達原駐屯地駐屯。
- 西部方面後方支援隊本部
- 西部方面後方支援隊本部付隊「西方後支-本」
  - 通信小隊
  - 投下支援小隊
- 第106全般支援大隊
  - 第106全般支援大隊本部
  - 第106全般支援大隊本部付隊「106全支-本」
  - 補給中隊「106全支-補」
  - 整備中隊「106全支-整」
    - 健軍派遣隊（健軍駐屯地）：西部方面輸送隊等を支援
- 第105補給大隊（コア部隊）
  - 第105補給大隊本部
  - 第105補給大隊本部付隊「105補-本」
  - 第1補給中隊「105補-1」
  - 第2補給中隊「105補-2」
- 第101弾薬大隊（コア部隊：大分分屯地）
  - 第101弾薬大隊本部
  - 第101弾薬大隊本部付隊「101弾-本」
  - 第1弾薬中隊「101弾-1」
  - 第2弾薬中隊「101弾-2」
- 第103弾薬大隊（コア部隊）
  - 第103弾薬大隊本部
  - 第103弾薬大隊本部付隊「103弾-本」
  - 第1弾薬中隊「103弾-1」
  - 第2弾薬中隊「103弾-2」
- 第102特科直接支援大隊（湯布院駐屯地）：第2特科団を支援
  - 第102特科直接支援大隊本部
  - 第102特科直接支援大隊本部付隊「102特直支-本」
  - 整備隊「102特直支-整」
  - 第1直接支援中隊「102特直支-1」（北熊本駐屯地）：西部方面特科連隊を支援
    - 第1直接支援小隊：第1特科大隊を支援
    - 第2直接支援小隊（玖珠駐屯地）：第2特科大隊を支援
    - 第3直接支援小隊（えびの駐屯地）：第3特科大隊を支援
    - 第4直接支援小隊（久留米駐屯地）：第4特科大隊を支援

  - 第2直接支援中隊「102特直支-2」（健軍駐屯地）：第5地対艦ミサイル連隊を支援
  - 第3直接支援中隊「102特直支-3」（勝連分屯地）：第7地対艦ミサイル連隊を支援
    - 第1直接支援小隊（瀬戸内分屯地）：第1地対艦ミサイル中隊を支援
    - 第2直接支援小隊（宮古島駐屯地）：第2地対艦ミサイル中隊を支援
    - 第3直接支援小隊（石垣駐屯地）：第3地対艦ミサイル中隊を支援
    - 第4直接支援小隊：第4地対艦ミサイル中隊を支援

  - 第4直接支援中隊「102特直支-4」：第8地対艦ミサイル連隊を支援
- 第102高射直接支援大隊（飯塚駐屯地）：第2高射特科団を支援[10]
  - 第102高射直接支援大隊本部
  - 第102高射直接支援大隊本部付隊「102高直支-本」
  - 整備隊「102高直支-整」
  - 第1直接支援中隊「102高直支-1」：第3高射特科群を支援
    - 整備小隊
    - 第1直接支援小隊（奄美駐屯地）：第344高射中隊を支援
    - 第2直接支援小隊：第345高射中隊を支援
    - 第3直接支援小隊：第349高射中隊を支援
    - 第4直接支援小隊：第350高射中隊を支援

  - 第2直接支援中隊「102高直支-2」（宮古島駐屯地）：第7高射特科群を支援
    - 整備小隊
    - 第1直接支援小隊：第346高射中隊を支援
    - 第2直接支援小隊（石垣駐屯地）：第348高射中隊を支援

  - 直接支援隊（竹松駐屯地）：第102高射特科隊を支援

- 第103施設直接支援大隊（小郡駐屯地）：第5施設団を支援
  - 第103施設直接支援大隊本部
  - 第103施設直接支援大隊本部付隊「103施直支-本」
  - 整備隊「103施直支-整」（小郡駐屯地）：第5施設団直轄部隊を支援
  - 第1直接支援中隊「103施直支-1」（飯塚駐屯地）：第2施設群を支援
    - 湯布院派遣隊（湯布院駐屯地）：第368施設中隊を支援

  - 第2直接支援中隊「103施直支-2」：第9施設群を支援
    - 都城派遣隊（都城駐屯地）：第376施設中隊を支援
- 第104不発弾処理隊「104処理」
- 第304普通科直接支援中隊「304普直支」（福岡駐屯地）：第19普通科連隊を支援
  - 中隊本部
  - 整備小隊
- 第308普通科直接支援中隊「308普直支」（えびの駐屯地）：第24普通科連隊を支援
  - 中隊本部
  - 車両整備小隊
  - 通信整備小隊
- 第301戦車直接支援中隊「301戦直支」（玖珠駐屯地）：西部方面戦車隊を支援
  - 中隊本部
  - 整備小隊
- 第301通信直接支援中隊「301通直支」（健軍駐屯地）：西部方面システム通信群を支援
  - 中隊本部
  - 火器車両整備小隊
  - 通信整備小隊
  - 整備隊
    - 整備隊本部
    - 整備小隊
    - 第1直接支援小隊
    - 第2直接支援小隊
    - 第3直接支援小隊
- 西部方面輸送隊（健軍駐屯地）
  - 西部方面輸送隊本部
  - 西部方面輸送隊本部付隊「西方輸-本」
  - 第307輸送中隊「307輸」
  - 第304輸送隊「304輸隊」
  - 竹松車両教育隊（竹松駐屯地）

## 主要幹部
| 官職名               | 階級    | 氏名     | 補職発令日     | 前職                         |
| -------------------- | ------- | -------- | -------------- | ---------------------------- |
| 西部方面後方支援隊長 | 1等陸佐 | 川田義一 | 2025年03月17日 | 陸上自衛隊東北補給処副処長   |
| 副隊長               | 1等陸佐 | 箕輪康二 | 2025年08月01日 | 陸上自衛隊東北補給処補給部長 |

| 代 | 氏名         | 在職期間                        | 職種   | 出身校・期         | 前職                                                          | 後職                                                  |
| -- | ------------ | ------------------------------- | ------ | ------------------ | ------------------------------------------------------------- | ----------------------------------------------------- |
| 01 | 河野廣行     | 2003年03月27日 - 2004年07月31日 | 武器科 | 防大18期           | 西部方面武器隊長                                              | 契約本部契約管理第2課長                               |
| 02 | 太田良俊     | 2004年08月01日 - 2006年12月05日 | 会計科 | 防大20期           | 陸上幕僚監部監理部会計課長                                    | 陸上自衛隊九州補給処副処長                            |
| 03 | 上水俊哉     | 2006年12月06日 - 2008年11月30日 | 通信科 | 防大22期           | 陸上自衛隊通信学校第1教育部長                                 | 陸上自衛隊九州補給処副処長                            |
| 04 | 大坪義彦     | 2008年12月01日 - 2011年04月18日 | 施設科 | 防大23期           | 防衛大学校防衛学教育学群 統率・戦史教育室長 兼 防衛大学校教授 | 陸上自衛隊幹部候補生学校副校長 兼 企画室長            |
| 05 | 辻勝文       | 2011年04月19日 - 2013年08月01日 | 通信科 | 防大24期           | 陸上自衛隊通信学校副校長 兼 企画室長                          | 退職（陸将補昇任）                                    |
| 06 | 藤井祥一     | 2013年08月01日 - 2015年03月29日 | 通信科 | 防大30期           | 陸上自衛隊研究本部主任研究開発官                              | 陸上自衛隊九州補給処副処長                            |
| 07 | 石丸威司     | 2015年03月30日 - 2017年08月07日 | 施設科 | 防大31期           | 陸上幕僚監部装備部施設課長                                    | 自衛隊愛知地方協力本部長                              |
| 08 | 佐々木龍太郎 | 2017年08月08日 - 2019年11月30日 | 通信科 | 防大33期           | 中部方面後方支援隊副隊長                                      | 陸上自衛隊九州補給処副処長                            |
| 09 | 柳田常泰     | 2019年12月01日 - 2021年12月21日 | 需品科 | 法政大学 平成2年卒 | 情報本部勤務                                                  | 陸上自衛隊需品学校長 兼 松戸駐屯地司令 （陸将補昇任） |
| 10 | 野口恵一     | 2021年12月22日 - 2023年07月31日 | 需品科 | 防大33期           | 陸上自衛隊関東補給処松戸支処長                                | 退職（陸将補昇任）                                    |
| 11 | 中村公多朗   | 2023年08月01日 - 2025年03月16日 | 武器科 | 防大39期           | 陸上自衛隊北海道補給処装備計画部長                            | 防衛装備庁調達事業部武器調達官                        |
| 12 | 川田義一     | 2025年03月17日 -                |        |                    | 陸上自衛隊東北補給処副処長                                    |                                                       |

## 主要装備
- 11式装軌車回収車
- 78式戦車回収車
- 重装輪回収車
- 重レッカ
- 中型セミトレーラ
- 3トン半水タンク車
- 3トン半燃料タンク車
- 野外支援車
- 1/2tトラック / 73式小型トラック
- 1 1/2tトラック / 73式中型トラック
- 3 1/2tトラック / 73式大型トラック
- 7tトラック / 74式特大型トラック
- 野外炊具
- 89式5.56mm小銃
- 64式7.62mm小銃
- 9mm拳銃
- 12.7mm重機関銃

## 廃止（改編）部隊
2018年（平成30年）3月26日廃止
- 第301普通科直接支援隊（相浦駐屯地）西部方面普通科連隊を支援：
- 第101特科直接支援隊第1特科直接支援小隊（湯布院駐屯地）第112特科大隊を支援：
- 西部方面輸送隊隷下第103輸送業務隊（那覇駐屯地）：陸上自衛隊中央輸送隊第5方面分遣隊に改編。

2019年（平成31年）3月26日廃止
- 第304特科直接支援中隊（北熊本駐屯地）西部方面特科連隊を支援：第101特科直接支援隊第1直接支援中隊（西部方面特科連隊を支援）に改編。
- 第101特科直接支援隊直接支援中隊（健軍駐屯地）第5地対艦ミサイル連隊を支援：第2直接支援中隊に改編

2022年（令和04年）3月17日廃止
- 第102高射特科直接支援大隊第2直接支援中隊第2直接支援小隊（竹松駐屯地）：大隊直轄の直接支援隊（第102高射特科隊を支援）に改編。
- 第102高射特科直接支援大隊第2直接支援中隊第3直接支援小隊（竹松駐屯地）：第2直接支援小隊に改編。

2023年（令和05年）3月16日廃止
- 第101特科直接支援隊第2直接支援小隊（湯布院駐屯地）第132特科大隊を支援：

2024年（令和06年）3月21日廃止（第2特科団新編に伴う廃止）
- 第101特科直接支援隊（湯布院駐屯地）西部方面特科隊を支援：第102特科直接支援大隊に増強改編[9]。
- 第101特科直接支援隊第3～6直接支援小隊　独立地対艦ミサイル中隊を支援等：第102特科直接支援大隊第3直接支援中隊（第7地対艦ミサイル連隊を支援）に改編。